# Mlada (Rimskij-Korsakov)
Mlada è un'opéra-ballet di Nikolaj Rimskij-Korsakov in quattro atti, composta tra il 1889 ed il 1890 sul libretto di Viktor Krylov, che era stato in origine usato per un progetto collettivo dallo stesso titolo del 1872 rimasto incompiuto.

## Storia della composizione
Mlada era un progetto concepito nel 1870 da Stepan Gedeonov, all'epoca direttore dei teatri imperiali, per diventare un balletto composto da Aleksandr Serov e coreografato da Marius Petipa. Tuttavia Serov morì nel 1871 senza avervi messo mano, e l'anno successivo il progetto fu trasformato da Gedeonov in un'opéra-ballet in quattro atti, la cui composizione fu affidata a Cezar' Kjui, Modest Musorgskij, Nikolaj Rimskij-Korsakov e Aleksandr Borodin, tutti membri del Gruppo dei Cinque, per le parti cantate e recitate, ed a Ludwig Minkus per la musica dei balletti. Il libretto fu affidato a Viktor Krylov. Sebbene la musica fosse stata essenzialmente completata, i piani di Gedeonov non si realizzarono, e l'opera non fu mai messa in scena.
Nel 1889 Rimskij-Korsakov riprese il libretto di Krylov, completandolo di persona, per iniziare a comporre la sua opera Mlada. La composizione e l'orchestrazione dell'opera furono completate velocemente entro l'anno successivo. Mlada fu messa in scena per la prima volta il 20 ottobre 1892 al teatro Mariinskij di San Pietroburgo, ma non ebbe un grande successo.

## Trama
L'azione si svolge nel nono o decimo secolo d.C. nella città di Retra, sulla costa del mar Baltico, nei pressi del fiume Laba (Elba).

### Atto I
Vojslava ha ucciso Mlada, la moglie di Jaromir, per averlo per sé. Con l'aiuto di Morena, dea dell'oltretomba, ha conquistato Jaromir, ma egli vede l'omicidio in sogno.

### Atto II
Alla festa di mezza estate il popolo danza, mentre lo spirito di Mlada appare tra Jaromir e Vojslava.

### Atto III
Di notte Mlada conduce Jaromir sul monte Triglav, dove i morti si riuniscono, prima di un sabba, durante il quale Jaromir ha una visione di Cleopatra.

### Atto IV
Nel tempio di Radigost gli spiriti mostrano a Jaromir che Vojslava è colpevole. Lei confessa il suo peccato e Jaromir la uccide. Morena, con cui Vojslava aveva fatto un patto, distrugge il tempio e la città di Retra, ma Jaromir è riunito con Mlada nell'aldilà.

## Opere derivate
Il compositore ricavò dall'opera due composizioni orchestrali.
La prima, Una notte sul monte Triglav (1899-1901), è un arrangiamento del terzo atto in forma di poema sinfonico. La seconda è una suite (1903) così composta:
1. Introduzione
2. Redowa: danza boema (dal primo atto)
3. Danza lituana (dal secondo atto)
4. Danza indiana (dal secondo atto)
5. Corteo (Processione dei principi, dal secondo atto)